# Рекорды дальности полёта
Данный список содержит рекорды дальности беспосадочного полёта, установленные без дозаправки в воздухе.

## Некоммерческие самолёты
| Год  | Дата       | Дальность, км | Пилот | Самолёт                                      | Примечания |
| ---- | ---------- | ------------- | --- | -------------------------------------------- | --- |
| 2006 | 12.02.2006 | 41467         | Стив Фоссетт | GlobalFlyer                                  | [ 1 ] [ 2 ] |
| 1986 | 23.12.1986 | 40212         | Ричард Рутан, Джина Йигер | Rutan Voyager                                | Первое воздушное беспосадочное кругосветное путешествие |
| 1962 | 11.01.1962 | 20168         | Клайд Эвели (Major Clyde P. Evely) с экипажем                                                                                              | Boeing B-52H Stratofortress                  | Авиабаза Кадена (Окинава, Япония) — авиабаза Торрехон (Испания) через Токио, Сиэтл, Форт-Уэрт, Вашингтон и Азорские острова.                                              |
| 1946 | 02.10.1946 | 18083         | Том Дэвис (Cdr. Tom Davies), Юджин Рэнкин (Cdr. Eugene Rankin) + два человека экипажа                                                      | Lockheed P2V-1 Neptune                       | Перт (Австралия) — Колумбус (Огайо, США) |
| 1945 | 20.11.1945 | 12739         | ВВС США: Ирвин (C. S. Irvine) + экипаж из 9 человек                                                                                        | Boeing B-29 Superfortress                    | Гуам — Вашингтон |
| 1944 | 02.01.1944 | 16435         | ВВС Японии: Омата, Танака, Симадзаки, Сакамото, Мотимацу, Хабиро                                                                           | Tachikawa Ki-77                              | Чанчунь — Байчэн, Китай (круги по замкнутому маршруту, неофициальный мировой рекорд)                                                                                      |
| 1938 | 07.11.1938 | 11520         | ВВС Великобритании: Келлетт (R. Kellett), Хоган (H.A.V. Hogan) и Комбе (A. N. Combe) + по два человека экипажа на каждом из трёх самолётов | Vickers Wellesley                            | Исмаилия (Египет)— Дарвин (Австралия), в полёте участвовали три самолёта, Хоган приземлился в Купанге (Индонезия, 800 км от Дарвина), остальные два самолёта — в Дарвине. |
| 1938 | 15.05.1938 | 11651         | Фудзита Юдзо (Yuzoh Fujita) + экипаж (Япония)                                                                                              | Koken-ki                                     | По замкнутому треугольному маршруту над территорией Японии. |
| 1937 | 14.07.1937 | 10148         | Михаил Громов + экипаж (СССР) | АНТ-25                                       | Москва — Сан-Джасинто (Калифорния, США) |
| 1933 | 07.08.1933 | 9104          | Морис Росси, Поль Кодо (Франция) | Blériot 110 F-ALCC                           | Аэродром Флойд Беннетт (Нью-Йорк, США) — авиабаза Раяк, (Сирия) |
| 1933 | 08.02.1933 | 8544          | RAF Long Range Development Unit; O. R. Gayford and Gilbert Nicholetts                                                                      | Fairey Long-range Monoplane K1991            | Крануэлл (Великобритания) — Уолфиш-Бей (Южная Африка) |
| 1931 | 31.07.1931 | 8066          | Рассел Бордман (Russell Boardman), Джон Поландо (John Polando)                                                                             | Bellanca J-300 Special Cape Cod NR761W       | Аэродром Флойд Беннетт (Нью-Йорк, США) — Стамбул, Турция |
| 1929 | 19.12.1929 | 8029          | Дьедонне Кост, П. Кодас | Breguet 19 Super Bidon Point d’Interrogation | По замкнутому маршруту |
| 1929 | 29.09.1929 | 7905          | Дьедонне Кост, Морис Беллонте | Breguet 19 Super Bidon Point d'Interrogation | Париж — Цицикар (Китай) |
| 1927 | 29.06.1927 | 3862          | Альберт Гегенбергер, Лестер Мейтленд | Fokker F.VII «Bird of Paradise»              | Калифорния — Гавайи. Рекорд дальности полёта над океаном. Пилоты получили Трофей Маккея и Крест лётных заслуг                                                             |
| 1927 | 21.05.1927 | 5809          | Чарльз Линдберг | Ryan NYP, «Spirit of St. Louis»              | Нью-Йорк — Париж |
| 1926 | 29.10.1926 | 5396          | Dieudonné Costes and Jean Rignot | Breguet 19 GR                                | Ле-Бурже (Франция) — Джаск (Иран) |
| 1926 | 01.09.1926 | 5174          | Léon Challe and René Weiser | Breguet 19 GR                                | Ле-Бурже (Франция) — Бендер-Аббас (Иран) |
| 1926 | 15.07.1926 | 4715          | André Girier and François Dordilly | Breguet 19 GR                                | Париж — Омск |
| 1926 | 27.06.1926 | 4313          | Ludovic Arrachart and Paul Arrachart | Potez 28                                     | Париж — Басра (Ирак) |
| 1925 | 31.08.1925 | 3206          | CDR John Rodgers (USN) | PN-9 Flying Boat                             | Сан-Франциско — Гонолулу, гидросамолёт, полёт над океаном без визуальных ориентиров                                                                                       |
| 1925 | 09.08.1925 | 4400          | Maurice Drouhin and Jules Landry | Farman F.62 Goliath                          | Замкнутый маршрут Шартр-Этамп-Туссю-ле-Нобль-Шартр. |
| 1925 | 04.02.1925 | 3166          | Ludovic Arrachart and Henry Lemaitre | Breguet 19                                   | Этамп (Франция) — Вилья-Сиснерос (Западная Сахара). |
| 1923 | 17.04.1923 | 4050          | Oakley G. Kelly and John A. Macready | Fokker T.2                                   | Замкнутый маршрут а районе Дейтона (Огайо). |
| 1920 | 04.06.1920 | 1915          | L Boussoutrot and J Bernard | Farman Goliath                               | По замкнутому маршруту. |
| 1914 | 07.02.1914 | 1699          | Карл Инголд | Mercedes Aviatik-Pfeil                       | 16 часов 20 минут. |
| 1903 | 17.12.1903 | 0,279         | Уилбур Райт | Wright Flyer                                 | 59 секунд |
| 1903 | 17.12.1903 | 0,039         | Орвилл Райт | Wright Flyer                                 | 12 секунд |
| 1901 | 14.08.1901 | 0,250         | Густав Уайтхед | № 21                                         | 3 минуты. Вероятно, буксировался находящимися на земле людьми |
| 1852 | 24.09.1852 | 27            | Жиффар, Анри | Дирижабль Жиффара                            | Около часа |

## Коммерческие самолёты
| Год  | Дата               | Расстояние, км | Пилот                                                                       | Воздушное судно  | Описание |
| ---- | ------------------ | -------------- | --------------------------------------------------------------------------- | ---------------- | --- |
| 2005 | 9 ноября           | 21 602         | Suzanna Darcy-Henneman, Asif Abbas Raza, John Cashman, Mohammed Ilyas Malik | Boeing 777-200LR | Перелёт из аэропорта Гонконг в Хитроу (Лондон) занял 22 часа 22 минуты. Полёт проходил через линию перемены дат, Лос-Анджелес и Нью-Йорк.                       |
| 1997 | 2 апреля           | 20 044         |                                                                             | Boeing 777-200ER | Борт Malaysia Airlines совершил перелёт из Сиэтла в Куала-Лумпур за 21 час 23 минуты.                                                                           |
| 2011 | 6 декабря          | 19 830         |                                                                             | Boeing 787-8     | Перелёт из Сиэтла в Дакку занял 21 час 43 минуты. |
| 1993 | с 16 по 18 июня    | 19 277         |                                                                             | Airbus A340-200  | Демонстрационный полёт из Парижа (Франция) в Окленд (Новая Зеландия)                                                                                            |
| 1989 | с 16 по 17 августа | 18 001         |                                                                             | Boeing 747-400   | Борт Qantas совершил перелёт из Лондона (Великобритания) в Сидней (Австралия) за 20 часов 9 минут.                                                              |
| 2013 | 6 июня             | 17 312         |                                                                             | Airbus A330-200  | Борт Delta Air Lines совершил грузовой рейс из Сингапура в Атланту за 18 часов 34 минуты.                                                                       |
| 2002 | 24 декабря         | 16 910         |                                                                             | Airbus A330-200  | Борт Qantas совершил рейс из Тулузы (Франция) в Мельбурн (Австралия) за 20 часов 4 минуты.                                                                      |
| 2004 | 28 июня            | 16 600         |                                                                             | Airbus A340-500  | Борт Singapore Airlines совершил рейс из Сингапура в Ньюарк за 18 часов 20 минут. Самый долгий регулярный рейс до 23 ноября 2013 года.                          |
| 2004 | 3 февраля          | 14 093         |                                                                             | Airbus A340-500  | Борт Singapore Airlines совершил перелёт из Сингапура в Лос-Анджелес за 14 часов 42 минуты.                                                                     |
| 1988 | 17 сентября        | 14 042         |                                                                             | Boeing 767-200ER | Борт Air Mauritius совершил перелёт из Галифакса на Маврикий за 16 часов 27 минут.                                                                              |
| 1967 | 16 октября         | 7 661          | Командир экипажа Уланова, Любовь Михайловна                                 | Ил-18Д           | Борт Аэрофлота в составе женского экипажа совершил перелёт по кратчайшей линии между двумя точками земного шара из Симферополя на Сахалин за 12 часов 12 минут. |

## Другие типы летательных аппаратов
| Дата           | Расстояние, км | Пилот                          | Летательный аппарат    | Примечание |
| -------------- | -------------- | ------------------------------ | ---------------------- | --- |
| 21 января 2003 | 3008,8         | Klaus Ohlmann и Karl Rabeder   | Schempp-Hirth Nimbus-4 | The gliding flight consisted of four legs along the eastern side of the Andes mountain range. The flight time of 15h 8m giving an average speed of almost exactly 200 km/h. |
| 21 марта 1999  | 40 814         | Bertrand Piccard и Brian Jones | Breitling Orbiter      | Distance record for a balloon |